# Urolitijaza
Urolitijaza je patološki proces - bolest koja se karakteriše formiranjem kamenova u mokraćnom sistemu. Urolitijaza je bolest čija se stopa incidencije stalno povećava. Procenjeno je da se kod oko 15% ljudi u toku prosečnog životnog veka, od 75 godina, stvara kamen u mokraćnom sistemu. Od ove bolesti nije pošteđeno stanovništvo nijednog geografskog područja, etnička grupa, niti jedno životno doba. Klinički je najmanifestnija između treće i šeste decenije života. 
Urolitijaza je proizvod multifaktorijalnog procesa koji se sastoji od: socio-ekonomskih, genetičkih i konstitucionalnih faktora. Kamenovi stvoreni u ovoj bolesti obično spontano napuštaju telo izmokravanjem. Međutim ako njihova veličina naraste i formira relativno veliku formaciju (prečnika više milimetara), nastaje opstrukcija uretera i zastoj u izlučivanju mokraće iz bubrega što može izazvati pojavu jakih jednostranih bolova (kolika) u gornjem delu trbuha, genitalija i preponi, i druge simptome sa prevalencom od 40 do 10 posto. 
Iako urolitijaza retko dovodi do smrti bolesnika, njen tok može biti komplikovan ne samo simptomima izazvanim kamenom (bol, infekcija, opstrukciona uropatija), već i komplikacijama koje se mogu javiti u kasnijim fazama bolesti (recidivi, arterijska hipertenzija i slabost bubrega).
Urolitijaza se može zbrinjavati konzervativnim pristupom, minimalno invazivnim endoskopskim ili invazivnim hirurškim procedurama i razbijanjem kamena udarnim talasima van tela.

## Etimologija
Proces formiranja kamenova u bubrezima u medicini se nazva nefrolitijaza (лат. nephrolithiasis). Ovaj naziv izveden je iz grčkih reči (грч. νεφρό-nephros (bubreg) i Λίθος-lithos (kamen)), što u prevodu znači bubrežni kamen. Bubrežni kamenovi se često u medicinskoj praksi naziva i renalni ili bubrežni kalkulusi..
Kako je ustanovljeno da se kamen može stvoriti ne samo u bubregu već i u svim delovima mokraćnog sistema uveden je medicinski naziv urolitijaza (лат. urolithiasis). Reč je izveden je iz grčkih reči (грч. ούρα-oûron (mokraća) i Λίθος-lithos (kamen)), i u prevodu znači urinarni (mokraćni) kamen.. 
Kako se kamen na лат. kaže calculus (množina: calculi), u prevodu šljunak, a na грч. Λίθος-lithos u prevodu (kamen), u svakodnevnoj upotrebi su i nazivi kalkuloza ili litijaza. Kako se u ovoj bolesti radi o stvaranju kamena u mokraći koja se stvara i protiče kroz mokraćni sistem (urotrakt) - mnogo češće se u medicinskoj praksi koristi naziv urolitijaza.

## Istorijat
Urolitijaza (stvaranje kamenova u mokraćnom sistemu) je bolest koja prati ljudski rod od najstarijih vremena, na što ukazuju i mokraćni kamenovi u mumiji pronađenoj u El Amrahu u Egiptu, koja potiče iz 4800. p. n. e. 

## Epidemiologija[9]
Učestalost kamenova u mokraćnom sistemu neprestano raste tokom prve decenije 21. veka. Uzrok ovoj pojavi je najvjerovatnije ishrana bogata životinjskim belančevinama i višim društveno-ekonomskim statusom. Godišnja učestalost formiranja kamenova u industrijalizovanom svetu generalno se smatra da je 1.500 do 2.000 slučajeva na milion. Niži ekonomski status, karakteriše niža verovatnoća razvoja urolitijaze i obrnuto. Prevalencija urolitijaze je oko 2% - 3% i smatra se da oko 5% žena i 12% muškaraca može očekivati bar jednu epizodu bubrežne kolike do 70-te godine života. Urolitijaza se javlja najčešće u periodu najproduktivnijeg perioda ljudskog života između 30 i 50 godine starosti.
Muškarci češće obolevaju od žene, muško ženski odnos 3:1 (izuzetak su struvitni kamenovi). Kamenovi koji su uslovljeni metaboličkim/hormonskim poremećajima (cistinurija, hiperparatireoidizam) i kamenovi kod dece su podjednako zastupljeni u oba pola. Češća pojava urolitijaze kod muškaraca se objašnjava povećanom endogenom produkcijom okasalata u jetri, pod uticajem testosterona. Istraživanja su pokazala da androgeni povećavaju, a estrogeni snižavaju ekskreciju okasalata mokraćom. Kod žena je pak nađena veća količina citrata, koji povećavaju rastvorljivost kalcijuma .
Sve veća zastupljenost urolitijaze u razboljevanju, uticala je i na sve češće izučavanje epidemioloških faktora urolitijaze. Svi do sada istraženi epidemiološki faktori mogu se podeliti na;
- unutrašnje faktore (nasledne biohemijske i anatomske osobine organizma) i
- spoljašnje faktore (geografski i klimatski uticaji, ishrana, unošenje tečnosti, zanimanje, životne navike).

Kako brojni etiološki faktori u nastanku urolitijaze najčešće deluju udruženo, može se reći da je ona multifaktorijalna bolest.
Oko 25% pacijenata sa urolitijazom ima pozitivnu porodičnu istoriju urolotijaze. Genetička istraživanja su pokazala da je urolitijaza u pojedinim slučajevima uzrokovana poligenskim defektom. Urolitijaza se javlja kod hereditarnih oboljenja, cistinurije, ksantinurije, bubrežne tubularne acidoze kod koje se u oko 70% bolesnika javlja nefrolitijaza i nefrokalcinoza.
Geografska rasprostranjenost urolitijaze je različita. Najveća učestalost je u hladnim delovima Evrope i Azije. U nerazvijenim zemljama za razliku od razvijenih, kamenovi su češći u mokraćnoj bešici nego u gornjem delu mokraćnog sistema. Ova razlika je verovatno je uslovljena razlikama u ishrani i malnutricijom. Postoji samo nekoliko geografskih područja u kojima je urolitijaza retka bolest, npr Grenland i primorske oblasti Japana. 
Najveća učestalost urolitijaze je u toku toplih letnjih meseci kada dolazi do relativne
dehidratacije, što utiče na porast koncentracije i kiselost mokraće.

## Etiopatogeneza
Etiopatogeneza urolitijaze nije u potpunosti razjašnjena. U njenom nastanku učestvuju metaboličko-endokrini poremećaji organizma, anatomsko-funkcionalni poremećaji mokraćnog sistema, uz uticaj pojedinih faktora sredine. 
Većina kamenova nastaje kao posledica metaboličkih poremećaja, ali ipak kod većine bolesnika nije moguće pronaći specifični poremećaj. Tri osnovna metabolička poremećaja koja se navode kao mogući uzrok idiopatske litijaze kalcijuma (jedne od najzastupljenijih) su
- Apsorptivna hiperkalciurija
- Tubularna hiperkalciurija
- Stečena hiperoksalurija

Takođe, kao mogući metabolički poremećaji za nastanak kalcijumskih kamenova opisani su; hiperurikozurija, deficit inhibitora kristalizacije i hipocitraturija. Za dijagnozu ovih poremećaja obično je potrebno kompletno metaboličko ispitivanje, koje se izvodi samo u specijalizovanim medicinskim ustanovama.
Urolitijaze označava pojavu kamenova svuda u mokraćnom sistemu, uključujući bubrege i mokraćnu bešiku. Međutim, etiopatogeneza formiranja kamenova u bubregu i mokraćnoj bešici je potpuno drugačija. Kamenovi u bubregu nastaju kao rezultat fizičkih ili genetičkih činilaca koji dovode do supersaturacije mokraće i formiranje kamenova iz soli ili, ređe, iz ponavljajućih infekcija mokraćnog sistema ureazaprodukujućim bakterijama. Zastoj u gornjim partijama mokraćnog sistema zbog lokalnih anatomskih anomalija takođe mogu usloviti ili uvećati formiranje kamena u osetljivih pojedinaca. Nasuprot tome, kamenovi u mokraćnoj bešici gotovo isključivo nastaju kao rezultat stagnacije (zastoja) i/ili ponavljajućih infekcija kao posledica opstrukcije (prepreke) u mokraćnoj bešici ili neurogenih poremećaja motaliteta mokraćne bešike. Populacija pacijenata pod rizikom za različite oblike kamenova u bešici su oni sa neurološkim i/ili anatomskim anomalijama.

### Vrste kamenova
Na osnovu glavnih hemijskih konstituenata, kamenovi se mogu podeliti na: 
| VRSTE KAMENOVA      | PROCENAT | UZROK[16] |
| ------------------- | -------- | --- |
| Oksalatni kamenovi  | 75%-85%  | - Uzrok: Hiperkalciurija, dehidratacija, sindrom iritabilnog kolona - Sastav kamena: Kada nisu povezani sa infekcijom, uključuju kalcijum oksalat monohidrat, kalcijum oksalat dihidrat, hidroksi apatit i karbonat apatit (u odsustvu infekcije), oktakalcijum fosfat i brushit. - Karakteristike: Ne propuštaju rendgenske zrake |
| Struviti            | 10%-15%  | - Uzrok: Hronična infekcija mokraćnog sistema bakterijama koje rastvaraju ureju - Sastav kamena: Magnezijum amonijum fosfat i karbonat apatit |
| Uratni kamenovi     | 5%-8%    | - Uzrok: Giht - Sastav kamena: Mokraćna kiselina, natrijum urat i amonijum urat. |
| Cistinski kamenovi  | 1-2%     | - Uzrok: Cistinurija - Sastav kamena: Cistin. |
| Ksantinski kamenovi | <1%      | - Uzrok: Ksantinurija - Sastav kamena: 2,8–dihydroxyadenin, ksantin i različiti metaboliti lekova (sulfonamidi, triamteren i indinavir). |

## Hipoteze o nastanku urolitijaze[17]
Postoje četiri osnovne hipoteze o nastanku mokraćnih kamenova, i to: 
- Hipoteza supersaturacije i kristalizacije[18],
- Hipoteza deficita inhibitora kristalizacije,
- Hipoteza kalkuloznog matriksa[19]
- Hipoteza-fenomen epitakse.

Etiopatogeneza urolitijaze je pokazala da prezasićenost mokraće nekom materijom i formiranje kristala pri određenom pH, ima najveći značaj. Mokraća ne treba da bude stalno hiperkoncentrovana da bi se pojavili ili povećavali kristali. Dovoljna je povremena supersaturacija koja se javlja tokom dehidracije (gubitka tečnosti iz organizma) ili posle jela. Pošto je mokraća složen rastvor, nekoliko faktora utiče na jone u procesu kristalizacije. Tako da kristališući potencijal kalcijum oksalata nije toliko uslovljen ukupnom koncentracijom kalcijuma ili oksalata u mokraći, koliko hemijskom aktivnošću jona u rastvoru.
Zahvaljujući dejstvu aktivnih jona i organskih molekula povećana je rastvorljivost različitih materija, koje bi pri dostignutim koncentracijama najverovatnije formirale kristale. Materije kao što su citrati ili fosfati formiraju komplekse sa kalcijumom, magnezijumom (Mg) i natrijumom (Na) formiraju komplekse sa oksalatima i tako smanjuju slobodnu koncentraciju ovih jona. 
Supersaturacija mokraće sama ne može da objasni formiranje mokraćnih kamenova. Mokraćni kristali se mogu videti u većini uzoraka mokraće, posebno pošto mokraća odstoji, ali većina ljudi ipak ne formira kamenove. Osobe koje imaju kamen izlučuju veće kristale i kristalne agregate u odnosu na zdrave. Zdrave osobe imaju inhibitore kristaliazacije u koje spadaju niskomolekularni inhibitori, kao što su citrati i Pirofosfati, i veće molekule kao što su glikozaminoglikani, nefrokalcin i Tam-Horsfalova belančevina. Mokraća bolesnika sa recidivirajućim kalcijum-oksalatnim kamenovima ima veće zasićenje kalcijuma i oksalata, a manje inhibitora u odnosu na mokraću pojedinaca bez kamenova.
Agregacija kristala i njihovo zadržavanje unutar bubrega, je preduslov da od mokraćnih kristala nastane kamen. Agregacija je povećana kod osoba kojima nedostaju inhibitori agregacije.

## Predisponirajući faktori u nastanku urolitijaze[20][21][22][23]
| Predisponirajući faktori                               | Mehanizmi |
| ------------------------------------------------------ | --- |
| Životna dob                                            | - Pojava kamena u ranom periodu života (tj. ispod 25 godina starosti) - Većina bolesnika je iznad sredine životnog doba. - Više od polovine bolesnika prve znake bolesti ima između 31-50 godina. |
| Pol                                                    | - Osobe muškog pola oboleva mnogo češće, naročito od uratnog kamenja. |
| Anatomske (morfološke) promene (urođene i stečene)     | - Tubularna aktazia (medularni sunđerasti bubreg) - Morfološke promene mokraćnih puteva praćene zastojem mokraće (veziko-ureteralni refluks) - Striktura uretera, karlično ureteralna opstrukcija - Divertikuloza bubrega - Ureterokela, Potkovičasti bubreg Napomena: imaju značajnu ulogu u stvaranju uratnog kamenja i kamenja istog hemijskog sastava. |
| Fizička naprezanja                                     | - Veća učestalost bubrežnog kamenja uočena je u radnika koji rade teškim poslovima u sedećem ili stojećem položaju i koji su izloženi vremenskim nepogodama (najverovatnije zbog uticaj ortostatske proteinurije). |
| Ishrana i lekovi                                       | - Namirnicama siromašnim vitaminom »A« - Hrana siromašna u mleku i mesu - Unos visokih doza: kalcijuma, vitamina D, C (u megadozama > 4 g/dnevno), sulfonamida, trimetarena, indinavira, acetazolamida |
| Hidronefroza                                           | - U kojoj nije nastupilo veće oštećenje bubrežnog parenhima, ima pogodne uslove za stvaranje kamenja. |
| Socijalno ekonomski uslovi                             | - U razvijenijim zemljama sveta povećan je broj bolesnika sa uratni kamenjem bubrega. Ono se javlja u ekonomski jačim slojevima, čija je ishrana bogatija purinima. - Sve veći broj sedentarnih poslova |
| Duže zadržavanje mokraće                               | - Zbog neredovnog pražnjenja mokraćnog sistema izmokravanjem u bubrežnoj karlici omogućava taloženje soli i stvaranje kamenja. - Zbog smanjenog unosa tečnosti (<1200 ml/dan) doprinosi stvaranju kamenja u mokraćnom sistemu |
| Infekcija                                              | - Stvara pogodne uslove za taloženje soli menjanjem hemijske reakcije mokraće; izvesne bakterije svojim enzimima razlažu ureu u amonijak i ugljen dioksid. Reakcija mokraće onda naginje ka alkalnoj, čime se smanjuje rastvorljivost fosfata. - Pored toga, amonijak sa vezuje u amonijum-karbonat, koji se jedini sa fosfatima i solima magnezijuma, stvarajući nerastvorljive amonijum-magnezijum-fosfatne kamence (struvite). - U slučajevima pijelitisa smanjuje se diureza, a nastaje i prepreka za oticanje mokraće dinamičkog i zapaljenjskog porekla zbog atonije uretera. |
| Dugotrajna imobilizacija (mirovanje)                   | - Npr kod nervnih bolesti, preloma kostiju, tuberkuloze zglobova i kostiju, dovodi do pojačane kalciurija i povećane sklonosti za stvaranje kamenja. |
| Bolesti praćene povećanim stvaranjem mokraćne kiseline | - Čest su uzrok stvaranja uratnog kamenja: leukemija, policitemija, limfomi, naročito u toku lečenja ovih bolesti kada se razara veliki broj ćelijskih jedara nukleoproteina. - Kod bolesnika sa uratnim artritisom kamen nastaje usled prezasićenosti mokraće i seruma mokraćnom kiselinom. - Udružene bolesti: hiperparatireoidizam, hipertireoza, renalna tubularna acidoza, Kronova bolest, jejuno-ilealni baj-pas, stanja malapsorpcije, sarkoidoza |

## Kategorije bolesnika sa urolitijazom
Na osnovu hemijske građe i težine bolesti razlikujemo nekoliko različitih kategorija bolesnika sa urolitijazom. Klasifikacija navedena u donjoj tabeli omogućava, jednostavno i praktični razvrstavanje bolesnika sa urolitijazom za donošenje odluke o metaboličkoj proceni i oblicima lečenja ove ove bolesti:
Kategorije bolesnika sa urolitijazom
|                         | Opis | Skraćenica                              |
| ----------------------- | --- | --------------------------------------- |
| Ne kalcijumski kamenovi | - Kamenovi izazvani mokraćnom infekcijom. - Mokraćna kiselina/natrijum urat/amonijum urat. - Cistinski kamenovi. | - INF - UR - CYbg                       |
| Kalcijumski kamenovi    | - Prvi put kamen bez rezidualnog kamena ili fragmenata kamena. - Prvi put kamen sa rezidualnim kamenom ili fragmentima kamena. - Recidiv kamena sa blažim oblikom bolesti i bez rezidualnog kamena ili fragmenata kamena. - Recidiv kamena sa blažim oblikom bolesti sa rezidualnim kamenovima ili fragmentima kamena. - Recidiv kamena sa teškom bolešću sa ili bez rezidualnog kamena/kamenova ili fragmenata. - Bolesnik sa kamenovima i specifičnim riziko faktorima nezavisno od drugih kategorija. | - S0 - Sres - Rm-0 - Rm-res - Rs - Risk |

## Klinička slika
Glavni i dominantni simptom u kliničkoj slici kamena u mokraćnom sistemu je neizdrživ jednostrani bol u slabinskom predelu koji povremeno zrači do prepona ili genitalne regije, i dalje prema unutrašnjoj strani butine (vidi sliku). Bol se često opisuje i kao jedna od najjačih poznatih bolnih senzacije u čoveka. Bol se obično javlja u talasima (napadima bola) koji traju od 20 do 60 minuta zbog spontane peristaltike uretera, koji kontrakcijama svojih zidova pokušava da protera kamen u mokraćnu bešiku. Bol nastaje kao posledica akutne opstrukcije (začepljenja) i distenzije (istezanja-rastezanja) gornjih delova mokraćnog sistema. Intenzitet i lokacija bola može varirati od bolesnika do bolesnika, i često zavisi od veličine, lokalizacije kamena, stepena i akutnosti opstrukcije, prisustva infekcije i varijacija u individualnoj anatomiji (npr. intrarenalni i ekstrarenalni pelvis). Veličina kamena ne korelira sa intenzitetom simptoma. Mali ureteralni kamenovi češće se manifestuju intenzivnim bolom, dok veliki koraliformni kamen uzrokuje tupi bol ili nelagodnost u slabinskom delu..
Bol je najčešće iznenadan, akutan, oštar i može probuditi pacijenta iz dubokog sna. Intenzitet bola se može pogoršati zbog neočekivane prirode njegovog početka. Pacijenti se najčešće neprestano postavljaju u neobične položaje u pokušajima da smanje bol. Ovi pokreti i položaji su u suprotnosti sa ograničenim pokretima bolesnika sa peritonealnim znacima, koji na krevetu leže nepomično. 
Tokom napada bubrežnog bola (renalnih kolika) razlikujemo tri faze:
1. Faza: iznenadnog bola, sa kontinuiranim bolom, koji raste do svog vrhunca, ili lagan, ili brz, nekad bolova sa akutnim paroksizmima.
2. Faza: konstantnog bola uz varijabilnosti u intenzitetu, koji može da traje i do 12 časova.
3. Faza: smanjenja bola koje je postepena i obično završava spontanim prestankom bola.
Uporedo sa napadima kolika javljaju se i simptomi uznemirenosti, znojenja, bledilo kože, mučnina povraćanje. Napadi bolova ako se ne primeni lečenje traju nekoliko časova. Nagoni na mokrenje su veoma učestali. Bolesnik mokri male količine mokraće, koja je često crvena zbog prisustva krvi u njoj (makrohemaaturija). 
Postrenalna azotemija, infekcija bubrega i mokraćnih kanala i hidronefroza mogu se javiti nakon potpune opstrukcije (prekida) protoka mokraće kroz jedan ili oba uretera i često su praćeni simptomi adinamije (umor i malaksalost) povišene telesne temperature, anoreksije (smanjen osećaj gladi i apetita) dizurije (otežano mokrenje sa naporom) i anurije (potpuni prestanak ili izlučivanje najviše 50 ml mokraće na dan).
|  |  |  |  |  |

## Dijagnoza i diferencijalna dijagnoza
U diferencijalnoj dijagnostici, urolitijazu treba razlikovati od sledećih srodnih ili po kliničkoj slici sličnih poremećaja:
| Organski sistem           | Bolesti |
| ------------------------- | --- |
| Mokraćni sistem           | • Akutni glomerulonefritis • Papilarna nekroza • Pionefroza • Opstrukcija mokraćnog sistema • Infekcije mokraćnog sistema kod žena • Infekcije mokraćnog sistema kod muškaraca |
| Gastrointestinalni sistem | • Virusni gastroenteritis • Upala slepog creva • Bilijarne kolike • Holecistitis • Kamen u žučnim putevima • Divertikulitis • Duodenitis • Gastritis i peptična ulkusna bolest • Strana tela u gastrointestinalnom sistemu • Ileus • Inflamatorne bolesti creva • Opstrukcije debelog creva • Apsces jetre • Pankreatitis • Zapaljenjski procesi u karlici • Strana tela u rektumu • Opstrukcija tankog creva • Apsces slezine |
| Ostali sistemi            | • Abdominalni apsces • Epididimitis • Infekcije karlice • Arteriovenske malformacije bubrega • Tromboza vena vena bubrega • Torzija (uvrtanje) testisa • Aneurizma trbušne aorte |

## Terapija
Teško je u praksi identifikovati i primeniti najefikasniji, najjednostavniji i najracionalniji način lečenje i prevencije recidiva urolitijaze. Različiti principi obično se primenjuju u selektivnom ili opštem načinu lečenja. Međutim, postoje neki dokazi da je selektivna terapija bolje od opšte, a teoretska više primenjiva za lečenje onih poremećaja koji se smatraju bitnim za svakog pacijenta ponaosob.

### Suzbijanje bola
Bol kao jedan od primarnih simptoma u urolitijazi može se suzbiti (ukloniti) primenom sledećih lekova;
- Nesteroidni antiinflamatornim (neopoidni) analgetici: Diclofenak natrijuma (Voltaren), Indometacina, Hidromorfin-hidrohlorid, + Atropin sulfat (Dilaudid-Atropin), Metamizol, Pentazocin i Tramadol.
- Opijati: Hidromorfina i drugih opijata bez simultane primene atropina.

Lečenje bola treba uvek započeti nesteroidnim neopioidnim analgeticima i menjati ih alternativnim lekovima u slučaju da bol perzistira. Tek na kraju primenjuju se opijati.
U slučaju da se uklanjanje ili smanjenje bola ne može postići lekovima, treba izvršiti drenažu mokraćnih kanala stentiranjem.

### Uklanjanje kamenova
Veličina, mesto i oblik kamenova utiče na donošenje odluke o daljem lečenju. Spontana pasaža kamena može se očekivati kod 80% bolesnika sa kamenom ne većim od 4 mm. Za kamen čiji dijametar prelazi 7 mm mogućnost spontane eliminacije je jako mali. Ukupna stopa pasaže kamenova u proksimalnom ureteru 
je 25%, za kamenove u srednjem delu uretera 45%, i za kamenove distalnog dela uretera 70%.
Aktivno uklanjanje kamenova obično je indikovano za konkremente čiji dijametar prelazi 6 do 7 mm. Uklanjanje kamenova se preporučuje kod bolesnika sa sledećim tegobama: 
- konstantan bol uprkos adekvatnoj terapiji lekovima,
- perzistentna opstrukcija sa oslabljenom bubrežnom funkcijom,
- infekcije mokraćnog sistema,
- rizik od pionefroze ili urosepse,
- obostrana opstrukcija ili opstruktivni kamen u solitarnom funkcionalnom bubregu.

Principi za aktivno otklanjanje ureteralnih kamenova
|                                             | Proksimalni ureter                                                                                  | Srednji deo uretera | Distalni deo uretera                                                                        |
| ------------------------------------------- | --------------------------------------------------------------------------------------------------- | --- | ------------------------------------------------------------------------------------------- |
| Na rendgenu vidljivi kamenovi               | (1) ESWL in situ (2) ESWL nakon push-up (3) Perkut.antegrad. URS (4) URS + dezintegracija           | (1) ESWL in situ (pronacija) (1) URS+dezintegracija (2) UC/i.v.kontrast+ESWL (2) Push-up+ESWL (3) Perk.antegrad.URS                        | (1) ESWL in situ (1) URS+dezintegracija (2) UC+ESWL                                         |
| Infektivni kamenovi, kamenovi sa infekcijom | (1) AB+ESWL in situ (2) AB+pushup+ESWL (3) AB+perk.antegrad.URS (4) AB+URS+dezinteg                 | (1) AB+ESWL in situ (pronacija) (1) AB+URS+ dezintegracija (2) AB+UC/i.v.kontrast+ESWL (2) AB+push-up+ESWL (3) AB+Perk.antegrad.URS        | (1) AB+ESWL in situ (1) AB+URS+dezinteg. (2) AB+PN+ESWL in situ (2) AB+UC+ESWL              |
| Uratni kamenovi                             | (1) Stent+oral.hemoliza (2) ESWL in situ+oral.hemoliza (3) Perk.antegrad.URS (1) URS+dezintegracija | (1) ESWL in situ(pronacija) (1) URS+dezintegracija (2) UC/i.v.kontrast+ESWL (2) Push-up+ESWL (2) Stent+oral.hemoliza (3) Perk.antegrad.URS | (1) ESWL in situ,i.v.kont. (1) URS+dezintegracija (2) UC+kontrast+ESWL (3) PN+kontrast+ESWL |
| Cistinski kamenovi                          | (1) ESWL in situ (2) Push-up+ESWL (3) Perk.antegrad. URS (4) URS + dezintegracija                   | (1) ESWL in situ (pronacija) (1) URS + dezintegracija (2) UC7i.v.kontrast + ESWL (2) Push-up+ESWL (3) Perk.antegrad.URS                    | (1) ESWL in situ (2) URS + dezintegracija (2) UC + ESWL                                     |
Skraćenice:
ESWL=uključuje piezolitotripsiju; Perk.=perkutano; UC=ureteralni kateter; AB=antibiotici; PN=Perkutani nefrostomski kateter
Za kamenove u različitim delovima uretera, koji su različitog sastava najprihvatljivije metode za uklanjanje kamenova su prikazane na gornjoj tabeli. Brojevima 1, 2, 3, i 4 označene su procedure prema postignutom konsenzusu. Predložena alternativa uvek je označena brojem 1, odnosno ako se smatra da dve procedure mogu biti jednako efikasne, obe su označene istim brojem. 
Često je potrebno ponavljanje in situ ESWL tretman. Veliki, ali i uglavljeni kamenovi imaju najveću stopu reintervencija. Stopa uspešnosti intervencija u težim slučajevima može se poboljšati plasiranjem ureteralnog katetera pored kamena ili puširanjem istog natrag u bubreg. 
Ureteralni kamenovi mogu biti lokalizovani ultrazvukom, intravenskom urografijom ili retrogradnom pijeloureterografijom. Uratni kamenovi, osim natrij-uratnih i amonijum-uratnih, mogu se uspešno lečiti oralnim hemolitičkim agensima. Perkutani hemolitička terapia može biti korisna u selektovanim slučajevima, kod infekcije, kod uratnih, cistinskih kao i čistih kalcijum-fosfatnih kamenova. 
Sondiranje basket sondom „na slepo“ bez endoskopske ili fluoroskopske kontrole se ne preporučuje. 
U slučajevima neuspeha minimalno-invazivnih tehnika, potrebno je izvršiti otvorenu hiruršku intervenciju. Videoendoskopska retroperitonealna hirurgija je minimalno invazivna alternativa otvorenim hirurškim procedurama. 
Da li su ESWL ili URS najbolje metode za otklanjanje ureteralnih kamenova, naročito onih smeštenih u donjim partijama uretera, postoje neujednačeni stavovi među urolozima.

## Tok bolesti
Značajno je da mokraćni kamenovi imaju visoku stopu recidiva. U literaturi se navodi stopa recidiva mokraćni kamenova od oko 50% u toku 5 godina, i stopa recidiva od preko 70% u toku 10 godina. Metabolička procena i lečenje su indikovani kod bolesnika sa većim rizikom za recidiv, uključujući pacijente sa prisutnim multiplim kamenovima i pacijente kod kojih se kamen javlja u ranim godinama života. 
Preventivnim merama može se bitno uticati na pojavu urolitijaze i smanjiti broj recidiva (ponovnog pojavljivanja kamenova). Zato poznavanje etiopatogeneze kalkuloze i korekcija osnovnog poremećaja koji je izazvao bolest ima veliki značaj za profilaksu recidiva.

## Literatura
- McNutt, WF (1893). „Chapter VII: Vesical Calculi (Cysto-lithiasis)”. Diseases of the kidneys and bladder: a text-book for students of medicine. IV: Diseases of the Bladder. Philadelphia: J.B. Lippincott Company. стр. 185—6. Приступљено 4. 6. 2011.
- Pearle, M. S.; Calhoun EA and Curhan GC (2007). „Chapter 8: Urolithiasis”.  Ур.: Litwin, MS; Saigal, CS. Urologic Diseases in America (NIH Publication No. 07–5512) (PDF). Bethesda, Maryland: US Department of Health and Human Services, Public Health Service, National Institutes of Health, National Institute of Diabetes and Digestive and Kidney Diseases. стр. 283—319. Архивирано из оригинала (PDF) 15. 09. 2011. г. Приступљено 4. 6. 2011.

## Spoljašnje veze
- (језик: енглески) Galerija fotografije kamena u bubregu
- (језик: енглески) Simptomi kamena u bubregu
- (језик: енглески) „Mit da ispijanje piva leči kamen u bubregu.”. The Hindu. Архивирано из оригинала 08. 01. 2012. г.
- (језик: енглески) Konzorcijum za informacije o kamenu u bubregu
- (језик: енглески) „Smernice "Urolitijaza" Evropskog urološkog društva, 2009 (PDF; 1,14 MB)” (PDF). Архивирано из оригинала (PDF) 09. 03. 2012. г.
- Dijagnostičko terapijski vodič za urolitijazu

|  | Molimo Vas, obratite pažnju na važno upozorenje u vezi sa temama iz oblasti medicine (zdravlja). |